# Гибель империи (телесериал)
«Гибель империи» — российский телесериал 2005 года о работе контрразведки Российской империи начала XX века.

## Содержание

### 1 серия («Демон»)
События начинаются 14 июня 1914 года, незадолго до начала Первой мировой войны. В подчинение капитана Сергея Павловича Костина (актёр А. Балуев) — боевого офицера, участника русско-японской войны, а теперь сотрудника окружного отделения контрразведки Петербурга поступают подпоручик Иван Карлович Штольц (актёр М. Башаров) и унтер-офицер Николай Алексеевич Стрельников (актёр А. Краско). Им поручается первое дело. Некто Зеневич, служащий монтажной «кинофабрики Ренессанс», был задержан при попытке передать сотруднику германского посольства фрагменты киноплёнки. Находясь в тюрьме «Кресты» под арестом, заключённый совершает попытку повешения. Посмотрев кадры в аттракционе «Полёт Демона над Казбеком», контрразведчики понимают: если вывести их на план и наложить топографическую сетку, получится карта русских приграничных укреплений у границы с Турцией. Начинается расследование, в результате чего вскрывается сеть немецкой агентуры.

### 2 серия («Чёрный голубь»)
Действия происходят в июле 1914 года. Становится известно, что в Петербурге появился эсер Чарный. Стрельников и Штольц выезжают на задержание, но Чарный мёртв, а в его квартире следы обыска. Хозяйка квартиры Зайцева сообщает, что Чарный был женихом её племянницы Тани. Обнаруживается, что он приехал в Россию не для того, чтобы встретиться с Таней, а чтобы передать российскому правительству чертежи разработанной им модели подводной лодки. Чарный сообщил о своих планах старому знакомому — эсеру-провокатору Лозовскому. Лозовский решает завладеть чертежами с целью последующей их продажи германскому штабу.

### 3 серия («Пророк»)
Действия происходят в конце июля 1914 года. Началась Первая мировая война. Жена профессора Нестеровского (актёр С. Маковецкий) Ольга (актриса Ч. Хаматова), прогуливаясь с сыном Мишей и подругой Еленой Сабуровой (актриса М. Миронова), покупает книгу «Новая Илиада» автора Ивана Кассандрова. Ольга показывает книгу мужу — там написаны пророчества о предстоящей неудаче русской армии; Нестеровский запрещает ей читать ерунду и забирает брошюру. Получив назначение на фронт в разведку, перед отъездом он отдаёт «Новую Илиаду» Костину, предварительно сообщив ему, Штольцу и Стрельникову, что в книге есть особый смысл: если не заключить мир с немцами, Российская империя погибнет, как погибла Троя. Начинается разбирательство, кто допустил печать этой книги. А на фронте между тем начинают происходить события, описанные в пророчестве…

### 4 серия («Тёзка императора»)
Действие фильма начинается в 1915 году, во время наступления немцев в Прибалтике. В начале показана осада Ковенской крепости.
Несколько дней спустя в Вильно приезжает капитан Нестеровский и останавливается в гостинице, которую держит Франц Флейшман. Выясняется, что туда же за день до этого приехал начальник Ковенской крепости генерал Григорьев, который оставил крепость накануне капитуляции. Нестеровский принимает решение арестовать генерала. Во время ареста генерал сообщает, что немцы били по крепости из «Большой Берты» — 420-мм мортиры, при этом, судя по попаданиям снарядов, у них была схема укреплений.
Одновременно с этим происходит инцидент в Литовском полку — во время полкового праздника немцы устроили атаку и перебили весь офицерский состав. Для расследования присылают капитана Костина.
Вскоре немецкий дирижабль уничтожает батарею русских тяжёлых орудий и опять, скорее всего, — по чьей-то наводке.
Костин с Нестеровским находят выжившего офицера Литовского полка, и у него узнают, что человека, который поставил вино для праздника из Вильно, один из офицеров называл «тёзкой императора», а также то, что немцы, скорее всего, были предупреждены о том, что офицеры находились в небоеспособном состоянии. Костин и Нестеровский предполагают, что шпион, давший наводку на офицеров полка, и тот, кто передал немцам карту Ковенской крепости, — одно и то же лицо. Офицеры начинают выяснять, кто из местных жителей, имеющих доступ к партиям вина, может быть «тёзкой императора». При этом они практически сразу начинают расследование по неверному пути, предполагая методом исключения, что шпионом может быть тёзка австрийского императора Франца Иосифа. Иосифа тоже отметают и начинают думать, кто из виленских Францев может быть шпионом. Неожиданно Нестеровский вспоминает, что хозяина гостиницы, где они живут, зовут Франц. Его пытаются арестовать. Франц перед арестом пишет жене письмо и передаёт его хозяину ресторана — поляку по имени Полек. Нестеровский внезапно вспоминает, что Полек — уменьшительный вариант имени Наполеон и пытается остановить хозяина ресторана, который пытается скрыться, оказывает сопротивление, но затем сдаётся. Выясняется, что шпионами были он и один из унтер-офицеров Литовского полка, незадолго до того убитый при попытке уйти к немцам.
Попутно выясняется, откуда у немцев оказалась схема укреплений Ковенской крепости — как оказалось, генерал Григорьев вместе с офицерами обсуждали план укреплений прямо в ресторане Полека, а тот запомнил детали, когда обслуживал офицеров. Однако Григорьев в своё оправдание заявляет, что немцам достаточно было стрелять по площадям, ибо от оружия новой войны нет защиты.
Фильм заканчивается вступлением немцев в Вильно, но общее наступление их выдохлось и целей не достигло — русские смогли отстоять Минск и оттеснить немцев в болота под Нарочью.

### 5 серия («Прорыв»)
Апрель 1916 года. У финской границы Стрельников и Штольц задерживают некоего господина Гроховского. У него обнаружены секретные документы с планом укреплений Юго-Западного фронта. Одновременно на Юго-Западном фронте патруль задерживает украинскую крестьянку Панашу. В её корзине на яйце обнаружена секретная шифровка. Нестеровскому не удаётся подобрать ключ к шифру. В это время русским командованием в условиях позиционной войны в обстановке секретности готовится прорыв фронта. А в ближайшем тылу действует австрийская агентура. Костин получает задание отправиться в Швейцарию под именем Гроховского и попробовать найти ключ к шифру. Нестеровский же ищет предателя на месте, в собственном окружении. Костин в Швейцарии знакомится с агентом австро-венгерской разведки Штольбергом, который предлагает ему передать сведения о состоянии Юго-Западного фронта русской армии. Костин попутно знакомится с женою австрийского профессора, знающего ключи к перехваченным шифрам. Он просит её съездить в Вену и добыть их. А на фронте происходит убийство заподозренного в шпионаже поручика Львова из Великолуцкого полка. Через расследование его смерти Нестеровский выходит на след шпиона. Костин добывает ключи, узнаёт, кто именно шпион, и сообщает об этом телеграммой в штаб 8 армии. Но по ошибке арестовывают невинного офицера. Костин прибывает на фронт и лично убеждается, что тот невиновен. Ночью на мельнице шпион, оказавшийся унтер-офицером, обслуживавшим телеграф генерала Духонина, при попытке передать сведения врагу схвачен Костиным, Нестеровским и освобождённым из-под ареста офицером. Русская армия переходит в победное наступление.

### 6 серия («Красные банты»)
Описываются революционные события февраля 1917 года в Петрограде. Костин, Штольц и Стрельников арестовывают коммерсанта Гибсона (актёр Г. Куценко), который оказывается связан с германским генштабом, и доставляют в «Кресты». Несказанная удача; но результаты работы идут прахом. Начинаются волнения и революция. Город бурлит, нагнетается нестабильность, повсюду вооружённые солдаты. Революционная толпа врывается во двор «Крестов» и открывает все двери тюрьмы. Из камер выпускают всех без разбора, в том числе и Гибсона. Освобождённый шпион с револьвером в руке ведёт народ к зданию контрразведки: ему нужно уничтожить архивы и найти своё дело. Услышав нарастающий шум, Штольц и Стрельников забирают самые важные документы, в том числе и секретное досье на Гибсона, и пытаются смешаться с толпой и скрыться. В последний момент Штольц, уносящий дело Гибсона, оказывается обнаружен и застрелен Гибсоном. Стрельников под нажимом толпы не имеет возможности спасти документы. Убитого списали на революцию…

### 7 серия («Гроза»)
События марта-июля 1917 года в Петрограде. Окружную контрразведку возглавляет Борис Владимирович Никитин (актёр В. Галкин), лицо «Новой России», храбрый и ответственный офицер. Он вызывает Костина и даёт ему задание проверить агентурные сведения, согласно которым уже четыре месяца в Русско-Азиатский банк через подставные конторы переводятся крупные суммы денег из Стокгольма. Контрразведка определяет, что эти деньги идут на нужды германской агентуры в Петрограде. При этом ещё часть денег нелегально перевозится наличными через финскую границу. В Петрограде в среде солдат Кексгольмского полка и матросов появляются фальшивые деньги. Две купюры попадают к Елене, жене Костина. Революция существенно затрудняет следствие — даже банк отказывается предоставлять информацию контрразведке, ссылаясь на тайну вкладов, охраняемую законом. Получается так, что всё следствие ведут Костин и Никитин вдвоём. А революционная лавина всё нарастает. В итоге дело оборачивается июльским выступлением большевиков, подавленным благодаря изменениям настроений части гарнизона, выступившей на стороне правительства. Появляются определённые доказательства связи партии большевиков с германским Генштабом, которые берётся опубликовать в газетах один из эсеров, понявших угрозу революции. Ленину удаётся скрыться. Проводится обыск на его квартире.

### 8 серия («Молитва офицера»)
Июль 1917 года. Австрийская разведка переправляет на русскую территорию своего агента — завербованного в лагере для военнопленных русского прапорщика Стецевича. Ему приказывают доставить во фронтовой комитет Юго-Западного фронта подложную записку, в которой содержались сведения о том, что командующий фронтом генерал Деникин якобы сотрудничает с немцами и получает от них деньги. Замысел австрийцев состоит в том, чтобы Деникин был арестован, а фронт (или, при возможности, и вся русская армия) лишён командования.
Стецевич переходит фронт на участке, где позиции занимает часть капитана Нестеровского. При этом он устраивает провокацию и ранит Нестеровского. Бумага благополучно поступает во фронтовой комитет комиссару фронта Иорданскому. После этого Деникина арестовывают в Бердичеве и направляют в тюрьму в Старом Быхове, где уже содержится арестованный ранее генерал Корнилов, смещённый с поста Главковерха. Стецевича приказывают доставить в Петросовет для дачи показаний.
При фронтовом комитете находится и капитан Костин. Он раскрывает провокацию Стецевича и предлагает члену фронтового комитета поручику Яковлеву арестовать его и направить в контрразведку для допроса. Это им почти удаётся, но Стецевич устраивает побег на станции и убивает Яковлева, после чего садится на отходящий поезд и уезжает в Петроград.
Тем временем в Петрограде происходит Октябрьская революция. Главковерх Временного правительства генерал Духонин посылает с Костиным приказ об освобождении всех заключённых в Быховской тюрьме. Корнилов уходит на Дон.
Большевики направляют для ареста Духонина группу матросов во главе с собственным главнокомандующим Крыленко, в их числе оказывается и Стецевич. Они арестовывают генерала и находящегося в его ставке Нестеровского. Их сажают на поезд и везут для суда в Петроград. По дороге поезд останавливают вооружённые солдаты, которые требуют выдать Духонина им для расправы. Несмотря на противодействие Крыленко, который пытается спасти генерала, отдав солдатам его погоны, Духонина сбрасывают с поезда на солдатские штыки. Попытавшись защитить его, Нестеровский ввязывается в стычку с матросами и, получив удар, теряет сознание. Стецевич хочет добить его, но в итоге Нестеровский сам убивает его и прыгает с поезда.

### 9 серия («Лето в Киеве»)
Дело происходит в Киеве в начале июля 1918 года. Новочеркасск, Ростовская область, штаб А.Деникина. Генерал Деникин сильно озабочен: гетман Скоропадский запретил вербовку офицеров для Добровольческой армии. Большевики подписали мир с немцами 3 марта 1918 года, Юг же этот мир не признаёт. Кроме того, у армии Деникина проблема со снарядами, зато в Киеве их сотни тысяч — весь бывший запас Юго-Западного фронта. Немцам он ни к чему, так как не подходит для их орудий, и они поставляют снаряды красным. Необходимо заполучить боеприпасы с киевских складов любой ценой. Известно, что при Скоропадском есть надёжный человек, лояльный добровольцам — полковник Мороз, в прошлом также офицер русской армии. Деникин командирует в Киев капитана Костина, чтобы наладить связь с Морозом и добиться получения снарядов для Добровольческой армии.
17 июля 1918 года. Из Екатеринбурга приходит известие о расстреле семьи последнего российского императора Николая Александровича. 
Тем временем соперничающая с немцами австрийская разведка планирует привести к власти в Киеве ставленника Австро-Венгрии и через своего агента провоцирует украинских эсеров организовать покушение на гетмана. При вмешательстве Костина покушение срывается, но на его след выходит давний соперник русской контрразведки австрийский полковник Штольберг.
В то же время украинские эсеры приводят в действие решение взорвать артиллерийские склады в Киеве. Костин не знает, что сигнал к диверсии подаёт спасённая им от гибели в сорванном покушении и отпущенная по его просьбе на свободу эсерка Ковская. Штольберг застаёт Костина на складе и, держа на мушке, вызывает его на «последнее слово». Немецкий сообщник эсеров, спасая караульных, по телефону предупреждает о заложенной бомбе. Все бросаются к выходам. Костин и Мороз остаются живы, а Штольберг погибает при взрыве. Поставки снарядов красным прекращаются, но Костин и Мороз успевают отправить к Деникину лишь несколько грузовиков — операция фактически проваливается.

### 10 серия («Смута»)
Действие происходит в дни начала красного террора в Петрограде. 30 августа 1918 года Каннегисер убивает председателя петроградской ЧК Урицкого. В тот же день совершено покушение на Ленина. Большевики начинают мстить «врагам революции». 8 сентября чекисты Московской ВЧК прибывают в Петроград на место убийства Урицкого, задерживают убийцу, забравшего пальто у хозяйки квартиры на Миллионной улице, арестовывают Нестеровского и как представителя буржуазии берут его в заложники. В тюремной камере в «Крестах» он знакомится с эсером Шиленко. Костин и Стрельников передают Нестеровскому оружие. Вскоре Нестеровского с Шиленко в качестве «военспецов» переводят в Москву, где Шиленко обезвреживает конвой и сбегает с Нестеровским.
В это же время Московский комитет партии социалистов-революционеров принимает решение взорвать и ограбить эшелон, перевозящий золото для Германии. Нестеровский оказывается впутан в эту историю. Товарищи по партии требуют от Шиленко убрать свидетеля и возможного провокатора, но тот, выведя Нестеровского в лес, отпускает его. Обманные выстрелы Шиленко провоцируют перестрелку эсеров с патрулём красных, и Нестеровский невольно становится причиной гибели патрульных. Но эсерам не суждено дождаться золота — эшелон остановлен «до дальнейших распоряжений», а затем возвращён в Москву согласно телеграмме о начавшейся в Германии революции. Вернувшийся в Петроград Нестеровский с Ольгой и сыном переходит финскую границу.
Костин пытается выехать из Петрограда на Юг, в расположение армии Деникина, забрав Елену из Петрограда. Оказавшись свидетелем того, как пятеро революционных солдат издеваются над бывшим генералом, он, вспоминая свои самурайские навыки, полученные во время плена в Японии, обезоруживает и избивает их всех, спасая честь генерала.
В финале Нестеровский, остановившийся с другими беженцами в Хельсинки, узнаёт новость о капитуляции Германии и окончании Первой мировой войны. Стрельников остался в Петрограде консультировать молодую советскую милицию. Костин, уже в чине подполковника, на Юге. Звучит марш «Песня славянина». Предстоит тяжёлая борьба, в которой мало шансов на успех…

## В ролях

### Сквозные персонажи сериала
- Александр Балуев — капитан контрразведки Сергей Павлович Костин[1]
- Сергей Маковецкий — профессор права, а затем капитан армейской разведки Александр Михайлович Нестеровский[2][a]
- Мария Миронова — Елена Ивановна Сабурова
- Чулпан Хаматова — Ольга Семёновна Нестеровская
- Марат Башаров — подпоручик контрразведки Иван Карлович Штольц
- Андрей Краско — унтер-офицер контрразведки Николай Алексеевич Стрельников

### Реальные исторические деятели, действующие в сериале
- Владислав Галкин — начальник контрразведки Никитин
- Сергей Никоненко — генерал Ренненкампф
- Александр Баширов — Корнилов
- Фёдор Бондарчук — Деникин
- Дмитрий Певцов — Духонин
- Андрей Невраев — император Николай II
- Андрей Зибров — Переверзев
- Александр Мезенцев — генерал Брусилов
- Алексей Медведев — Крыленко
- Данил Лавренов — Каннегисер
- Александр Войтов — Урицкий
- Юрий Цурило — Стеклов
- Валентина Касьянова — Крупская
- Виктор Смирнов — полковник Мороз (прототип — полковник Клименко)
- Мария Порошина — эсерка Мария Ковская (прототип — Ирина Каховская)
- Станислав Никольский — Рошаль
- Виктор Бычков — Степнин, он же Ганецкий
- Александр Пашутин — генерал Григорьев

### Прочие персонажи
| - Иван Агафонов — дворник - Сергей Астахов — Каревский - Андрей Астраханцев — эсер Леонид Чарный - Йохан Ботт — немецкий солдат Карл - Гоша Куценко — Гибсон - Юозас Будрайтис — Кранц - Аксель Бухгольц — Штольберг - Юрий Васильев — хозяин кинотеатра «Лотос» - Виктор Вержбицкий — Ганский - Сергей Гармаш — Сахаров, «пророк» Кассандров - Татьяна Догилева — хозяйка квартиры, мать Зины - Сергей Дрейден — Гроховский - Алексей Кравченко — штабс-капитан Рысин - Евгений Леонов-Гладышев — эсер Шиленко | - Александр Лыков — кинорежиссёр - Дмитрий Марьянов — капитан Бредель - Дарья Мороз — горничная Катя - Даниэль Ольбрыхский — Штромбах - Сергей Паршин — Рябиков - Александр Пашков — Митя — водитель (в третьей и шестой сериях назван Пашей) - Александр Половцев — Антипов - Ксения Раппопорт — Алина Горская - Игорь Скляр — Рикс - Семён Стругачёв — Франц Флейшман - Глафира Тарханова — Таня Зайцева - Михаил Трухин — Малецкий | - Дмитрий Ульянов — Стецевич - Нина Усатова — Зайцева, тётка Тани - Вилле Хаапасало — Тарвилайнен - Константин Хабенский — Борис Сергеевич Лозовский - Владимир Хотиненко — полковник Якубов - Михаил Пореченков — капитан с белым флагом (финал восьмой серии, в титрах указан как прапорщик) - Андре Хеннике — сотрудник германского посольства, затем капитан германской армейской разведки Ригерт - Лариса Шахворостова — эсерка Киселёва - Дмитрий Шевченко — эсер Семченко - Клара Иссова — Ева Шичкова (в пятой серии) - Юрий Шрадер — генерал Толлер - Виктория Малекторович — Ванда - Юстина Рудите — девочка - Александр Рублёв — солдат (в сериях «Красные банты» и «Молитва офицера») - Анатолий Гущин — солдат Ткачук - Владислав Галкин — начальник контрразведки Никитин - Эра Зиганшина — Панасиха - Юрий Нифонтов — Жернаков |

## Съёмочная группа
- Производство — Студия ТриТэ
- Автор сценария: Леонид Юзефович при участии Владимира Хотиненко[3]
- Режиссёр: Владимир Хотиненко
- Оператор-постановщик: Илья Дёмин
- Оператор: Виктор Офицеров
- Художник-постановщик: Константин Мельников
- Композитор: Алексей Айги
- Звукорежиссёр: Сергей Сашнин
- Монтаж:
- Художник-гример: Ольга Матвейчук
- Ведущий продюсер: Леонид Верещагин
- Продюсеры:
  - Анатолий Максимов
  - Константин Эрнст
- Постановщик трюков: Валерий Деркач

## Рейтинги
По данным «TNS Gallup Media», сериал стартовал в эфире «Первого канала» с рейтингом 9,2 % и долей 23,8 %, проиграв шедшему в том же тайм-слоте сериалу «Всегда говори всегда» (рейтинг — 11,2 %, доля — 27,3 %) на «России», также «Гибель империи» уступила пальму первенства сериалам «Исцеление любовью» (рейтинг — 13,8 %, доля — 42,2 %), «Кармелита» (рейтинг — 13,1 %, доля — 48 %) на «России» и сериалу «Клон» (рейтинг — 9,7 %, доля — 26,5 %) на «Первом канале». На второй неделе популярность сериала ещё снизилась (рейтинг — 8 %, доля — 22 %), в итоге финальный эпизод прошёл с рейтингом 7,5 % и долей 21 %, заняв лишь восьмое место в топ-10 сериалов за период с 18 по 24 апреля 2005 года.
Генеральный продюсер «Первого канала» Александр Файфман так прокомментировал ситуацию с рейтингами сериала:

Высококачественный и сложный продукт в любом жанре массовый зритель пока принимает неохотно. Но, на мой взгляд, нельзя слепо идти за вкусами аудитории, надо двигаться ей навстречу. И где-то посередине пути в найденном компромиссе, я думаю, и есть залог зрительского успеха и респектабельного имиджа.

## Критика
Валентина Львова, «Комсомольская правда»:

Если вы посмотрели «Гибель империи», попробуйте вспомнить хотя бы одного человека — я не говорю уж о положительных персонажах, — бескорыстно стоящего за «красных». Человека, идущего на смертный бой из-за убеждений. Верящего в революцию и свободу. Негусто, не так ли? <…> А эти немецкие деньги? Право слово, посмотрев «Гибель империи», я точно знаю, почему Германия проиграла в Первой мировой. У них просто все средства ушли на то, чтобы в России да на Украине мерзавцев скупать и революции устраивать. Я вообще удивляюсь, почему Антанта так долго с немцами возилась: фрицы ж поголовно были заняты сложнейшей проблемой — как Балуева с Маковецким перехитрить. Судя по картине Хотиненко, треть населения России торговала схемами укреплений или чертежами подводных лодок. Вторая треть учиняла диверсии, и всё это щедро оплачивалось из немецкого кармана. Здесь впору про программу «Однако» вспомнить, всё на том же «Первом канале», и то, как Михаил Леонтьев двух слов не может сказать без упоминания подстрекателей-американцев с пачкой долларов. А это, как вы понимаете, отнюдь не художественное осмысление реальности.

Александр Мельман, «Московский комсомолец»:

Эзопов язык на нашем ТВ заставил окончательно свихнуться даже самые светлые головы. <…> Сериал «Первого канала» «Гибель империи» — плевок Эрнста в лицо нынешнему «гэбэшному режиму», на который он вынужден работать. <…> Может, хватит уже выискивать смысл между строк.

Любовь Савицкая, «Правда.Ру»:

Чего же каналу надобно? Зачем всё это кино? <…> Читаем кратенькую аннотацию на сайте «Первого канала»: «В основе фильма — история появления и становления российской контрразведки…» <…> А вы думали — про что? При чём здесь история с Россией? Кто и зачем заказ оплачивает? В рамках намеченной компании по отмыванию до бела и укреплению репутации известного ведомства, создания легенды о прямой исторической преемственности от царской контрразведки как опоры государственности и единственной надежде России к современным спецслужбам, бодро преодолевшим «некоторые издержки» времён культа личности и теперь уже совершенно очистившимся от коммунистического наследства, вот в рамках этой легенды и выпускается новое полотно.

Арина Бородина, «Коммерсантъ»:

Канал не пошёл на поводу у большей части своей аудитории: сюжет, как это часто бывает у большинства сериалов, в «Гибели империи» не облегчённый, он требует постоянного и вдумчивого смотрения. Обычно у зрителей безоговорочно идут на ура сериальные проекты, когда герои вполне очевидно поделены по принципу «хороший — плохой». В случае с героями «Гибели империи» (здесь занята целая обойма известнейших актеров, среди которых выделяются Сергей Маковецкий и Марат Башаров) всё не так очевидно: образы более сложные и многообразные. И чем дальше развивается действие, тем больше сюжет отходит от непосредственно приключенческо-детективной линии (это как раз далеко не самая сильная сторона режиссёра Хотиненко) в сторону исторической и эпической драмы о Первой мировой войне (включая масштабные батальные сцены) — событии, о котором уже достаточно давно не снимали многосерийных телевизионных фильмов. Возможно, массовый зритель не до конца был готов к такому сериалу, поэтому «Гибель империи» и не дала «Первому каналу» рекордных рейтингов…

Лариса Хавкина, «Комсомольская правда»:

Сериалу могли позавидовать, пожалуй, и киношники — настолько грамотно было снято, настолько идеально подобраны актёры, безо всяких скидок на то, что «ну, вы же понимаете, это телесериал». Пропагандистская концовка слегка подпортила впечатление, но всё равно — «браво!»

Ирина Петровская, «Известия»:

…тенденция в том, что мало того, что создаётся качественное сериальное кино, но оно ещё обращается к хорошим художественным произведениям или к сценариям, которые позволяют создать нормальное кино. Мне кажется, в этом сезоне можно говорить об этом как о тенденции. И «Гибель империи», и «Штрафбат», и «Дети Арбата» — это всё было на основе просто хорошей литературно-драматургической основы.

## Награды
- В 2005 году сериал получил 3 премии ТЭФИ в номинациях «Режиссёр телевизионного художественного фильма/сериала» (Владимир Хотиненко), «Оператор телевизионного художественного фильма/сериала» (Илья Дёмин) и «Художник-постановщик» (Константин Мельников)[13].
- В 2006 году сериал получил премию «Золотой орёл» в номинации «Лучший телефильм или мини-сериал (до 10 серий включительно)»[14] и две премии ФСБ России в номинациях «Кино- и телефильмы» (Владимир Хотиненко) и «Актёрская работа» (Александр Балуев)[15].